# Memories Off 2nd
『Memories Off 2nd』（メモリーズオフ・セカンド）は、2001年9月27日にKIDよりドリームキャストとPlayStationで発売された恋愛アドベンチャーゲーム。
2003年3月27日に前作である『Memories Off』とのカップリング版である『Memories Off Duet』がPlayStation 2で発売されている（サクセスからSuperLite 2000で2004年8月5日に発売されている）。
2008年5月29日にPlayStation Portableで移植版が発売されている。PSP版には『Duet』に収録されている「雪蛍」がPure Storyとして収録されているほか、登場人物のその後を描いたAfter Storyも収録されている。After Storyはほたるエンドから続いている。
Memories Offシリーズの2作目になる。キャッチコピーは「かけがえのない想いと引き換えに……」。

## 概要
前作『Memories Off』から1年後の話となり、新たな高校「浜咲学園」が舞台となる。前作と同年齢の高校生が主人公であり、前作の登場人物たちとは『Memories Off After Rain』でその繋がりが描かれる。
作品のテーマは「恋愛の乗り換え」。恋愛には付き物の出会いと別れのうち、「別れ」を描いたゲームがなかったので、そのシリアスでせつない部分を前面に押し出している。前作のヒロイン彩花はゲーム開始時にすでに不在という特異な状況だったが、本作で描かれる別れはより現実味を持たせたものになっている。主人公には最初からほたるという恋人がいるという、恋愛ゲームとして異色の設定が運命の選択肢として物語に反映されている。
キャラクターデザインは、前作に比べて制服や髪型を派手にしてある。その一方で、物語のイメージに沿わせるため色はおとなしく、トーンを落としたものになっている。

## ストーリー
高校3年生である主人公、伊波健は所属していたサッカー部の最後のトーナメント戦を終え大学受験に備えるため勉強を始めようとしていた。しかしそれまで彼の大部分を占めていたサッカーを失ったことによりやる気が出ず、将来が見えない不安に陥っていた。それとは逆に優秀なピアニストの道を目指す彼女、白河ほたる。夢を追っている彼女を眩しく思い始めた主人公とほたるの間に溝が生まれて行き……。

## 登場キャラクター
Memories Offシリーズの登場人物の項も参照。
伊波 健（いなみ けん）
声 - 小尾元政
主人公。元サッカー部部員（既に引退している）の高校3年生。朝凪荘というアパートで１人暮らしをしている。
白河 ほたる（しらかわ ほたる）
声 - 水樹奈々
健と同級生で、現在彼と交際中。やや甘えん坊なところとときどき天然ボケや【ほたるてきギャグ♪】などを披露することを除けば、ごくごく普通の女の子。ピアノを幼いころから愛しており、コンクールに参加するため特訓中である。9月25日生まれ。
南 つばめ（みなみ つばめ）
声 - 池澤春菜
健の隣に引っ越してきたミステリアスな女性。その他の素性に関しても、ほとんど 謎だったりする。意味を理解するのが難しい言葉を使うことが多い。だが、彼女との会話は健に変化をもたらす。健の学校で行われている夏期講習の臨時教師を務めている。性格は、冷たくて無気力で大雑把。どこか退廃的な雰囲気を漂わせている。5月30日生まれ。
飛世 巴（とびせ ともえ）
声 - 仲西環
ほたるとは別の学園に通っているが親友。性格は明朗快活、喜怒哀楽をはっきり表に出すタイプ。劇団に所属しているが、劇中で登場する演劇は『夢のつばさ』の内容に近い。8月17日生まれ。
寿々奈 鷹乃（すずな たかの）
声 - 千葉紗子
健のクラスメイトで水泳部所属。女の子にはぶっきらぼうながらも優しいため、特に下級生からの人気が高い。だが、男に対してはなぜか冷徹な態度をとり続けている。見掛けに寄らずかなりの大食い。9月3日生まれ。
白河 静流（しらかわ しずる）
声 - 菊池志穂
ほたるの姉。健とも挨拶する程度には知り合いである。ほたるを甘やかすクセがあり、健にも同様に接する。料理（特にお菓子作り）が得意で、無類のプロレス好き。『Memories Off』の霧島小夜美とは同じ大学に通う親友という関係。6月30日生まれ。
相摩 希（そうま めぐみ）
声 - 南里侑香
巴の後輩。健とはバイト先の同僚。うまく仕事をこなす時と失敗が多い時がある。実は望と双子であり、病弱であることを理由に親の愛情を多く受けている妹にコンプレックスを抱いている。4月13日生まれ。
相摩 望（そうま のぞみ）
声 - 南里侑香
希の双子の妹。希とは逆に健康で快活な希に憧れにも似た思いを持っている。4月13日生まれ。
稲穂 信（いなほ しん）
声 - 間島淳司
健の友達で一つ屋根の下に住む（同じアパートに住んでいる）。また、愛犬「トモヤ」は前作の三上智也からのもの。前作ではキャラ間の関係に多少なりと関わりを持ったが、今作では傍観者かあるいは助言者的存在となっている。1月4日生まれ。
舞方 香菜（まいかた かな）
声 - 松来未祐
水泳部所属。鷹乃の後輩であり、彼女を一途に慕っている。眼鏡を着用。3月6日生まれ。
中森 翔太（なかもり しょうた）
声 - 福山潤
健の親友。また、サッカー部の元キャプテン。
霧島 小夜美（きりしま こよみ）
前作での登場人物で、静流の親友。本編では静流の会話に出てくるのみだが、PSP版のAfter Storyではほたるや健とも会い、台詞もある。After Storyのみの登場なのでボイスは一切ない。

## アペンドシナリオ
ドリームキャスト版では『Never7 -the end of infinity-』以降恒例のインターネット上の公式サイトで公開されたアペンドストーリーに対応しているが、この中に3つ"メモオフ警告劇場"と銘打たれた特別な物が存在する。内容は両ハード版において2トラック目に収録されている一般のCDプレイヤーで再生しないよう注意を喚起するメッセージであり、これをビジュアル付きで見ることができるという物である。それでありながらファイルサイズは他のアペンドストーリーよりも小さい。なお、このシリーズのみ『てんたま -1st Sunny Side-』から収録されている。参考までに、以下に全てのアペンドシナリオが最初に収録されたドリームキャスト用タイトルを挙げる。
- メモオフ警告劇場（3種類） - 『てんたま -1st Sunny Side-』以降に収録。
  - 呉越同舟 - PlayStation版のDisc1に収録されている。登場ヒロインは白河静流と南つばめ。
  - 一期一会 - PlayStation版のDisc2とドリームキャスト版のメイキングディスクに収録されている。登場ヒロインは白河ほたると寿々奈鷹乃。
  - 阿鼻叫喚 - ドリームキャスト版のゲームディスクとプレイステーション版のメイキングディスクに収録。飛世巴と相摩希が登場する。
- 音と香りは夕暮れの大気に漂う（全3本）- 以下、『Milky Season』以降に収録。
- Memories if
- 二つの希望
- Change My Style
- すみわたるそらにつばめはまい
- 互いの想いの行き着く先は……
- 日常的朝凪荘生活日和
- ほわととメモリーズ - 元々正月限定で公開されていた物。『想い出にかわる君 〜Memories Off〜』以降に収録。
- your lover - 『Milky Season』以降に収録。
- 勇気のことば - 以下、『My Merry May』以降に収録。
- 幸せへの路
- 信君と愉快な仲間達 - 以下、『Ever17 -the out of infinity-』以降に収録。
- 「伊波健」審査
- 君と出会えた季節
- 笑顔のゆくえ
- Mo2 Is… - このシナリオのファイルが収録されているドリームキャスト用ソフトは存在しない。

## スタッフ
- シナリオ - 佐々木智宏、西川眞音、館山緑、日暮茶坊、三浦洋晃、打越鋼太郎、中澤工、笹成稀多郎
- アペンドシナリオ - 笹成稀多郎、中山伸也、西村卓也、高野正道
- キャラクターデザイン - ささきむつみ
- 作画監督 - 松尾ゆきひろ
- 絵コンテ - 松尾ゆきひろ、山本淳也
- 音楽 - 阿保剛

### 主題歌
- OP「明日天気に…」
  - 作詞・作曲 - 志倉千代丸 / 編曲 - loose@rouse / 歌 - Remi
- ED「オルゴールとピアノと」
  - 作詞・作曲 - 志倉千代丸 / 編曲 - 磯江俊道 / 歌 - 水樹奈々
- PSP版OP「永遠のメモリーズ」
  - 作曲・編曲 - Tatsh / 歌・作詞 - 彩音

## ラジオ
2001年7月 - 9月、ラジオ大阪、ラジオ日本
発売前の宣伝番組、パーソナリティは水樹奈々と仲西環。

## OVA

### スタッフ
- 監督 - 岡尾貴洋
- シリーズ構成 - たきもとまさし
- 脚本 - たきもとまさし、松川しゅうさく、林直孝
- キャラクター原案 - ささきむつみ
- キャラクターデザイン - 乙幡忠志
- 絵コンテ - 岡尾貴洋
- 演出 - 岡尾貴洋（第1巻）、下田久人（第2巻・第3巻）
- 作画監督 - 乙幡忠志（第1巻）、岡村正弘（第2巻・第3巻）
- 美術監督 - 常磐庄司
- 色彩設計 - のぼりはるこ
- 撮影監督 - 所俊克
- 編集 - 岡田輝満
- 音楽 - 阿保剛、酒井良
- 音響監督 - 千葉繁
- プロデューサー - 志倉千代丸、佐久間敏郎
- アニメーション制作 - ピクチャーマジック、陸演隊
- 製作 - サイトロン・デジタルコンテンツ、ピクチャーマジック

主題歌
オープニングテーマ「Nocturne」
作詞・作曲 - 志倉千代丸 / 編曲 - 磯江俊道 / 歌 - 水樹奈々
エンディングテーマ「Usual place」
作詞・作曲 - 志倉千代丸 / 編曲 - 磯江俊道 / 歌 - 千葉紗子、南里侑香

### 各話リスト
| 話数   | タイトル                                | 発売日        | 備考                                   |
| ------ | --------------------------------------- | ------------- | -------------------------------------- |
| 第1話  | Memories Off 2nd Vol.1 真夏の中で…      | 2003年1月22日 | サイトロン・デジタルコンテンツより発売 |
| 第2話  | Memories Off 2nd Vol.2 それぞれの想いに | 2003年3月19日 | サイトロン・デジタルコンテンツより発売 |
| 第3話  | Memories Off 2nd Vol.3 陽の当たる場所   | 2003年5月21日 | サイトロン・デジタルコンテンツより発売 |
| 特別編 | Memories Off 2nd 特別編 〜Nocturne〜    | 2004年3月24日 | サイトロン・デジタルコンテンツより発売 |

## 関連商品

### 音楽CD
サイトロン・デジタルコンテンツより発売。
- メモリーズオフ2nd ボーカルコレクション+α!!（ソニー・ミュージックエンタテインメントより発売）

### キャラクターミニアルバム
- メモリーズオフ2nd・ミニアルバム・コレクション
  - Vol.1 遠いこの空から / 白河ほたる
  - Vol.2 イミテーション / 白河静流
  - Vol.3 砂に落とした涙 / 飛世巴
  - Vol.4 冷たい太陽 / 南つばめ
  - Vol.5 ふたつの心は / 相摩希・相摩望
  - Vol.6 breath / 寿々奈鷹乃（with Collection Box）
- 2001年10月24日Memories Off 2nd サウンドコレクション
- OVA Memories Off 2nd SOUND COLLECTION（2003年6月18日）

### ドラマCD
サイトロン・デジタルコンテンツより発売。
- Memories Off 2nd DRAMA CD
- メモリーズオフ2ndドラマシリーズ
  - Vol.1 ほたるのおしゃべり＆クリーニング
  - Vol.2 つばめのおしゃべり＆クリーニング
  - Vol.3 巴のおしゃべり＆クリーニング
  - Vol.4 鷹乃のおしゃべり＆クリーニング
  - Vol.5 静流のおしゃべり＆クリーニング
  - Vol.6 希/望のおしゃべり＆クリーニング（with Collection Box）

### デスクトップアクセサリー
- Memories Off 2nd Extra
  - 発売日：2001年12月29日(コミックマーケット61にて先行販売)
  - 対応OS：Windows 95/98/Me/2000 日本語版
  - メディア：CD-ROM

### 小説
日暮茶坊作、エンターブレインより発売。
- メモリーズオフ セカンド 〜ミーツアゲイン〜 ISBN 4-7577-0617-0
- メモリーズオフ セカンド 〜リベレーション〜 ISBN 4-7577-0686-3
- メモリーズオフ セカンド 〜プレシャスハーツ〜 ISBN 4-7577-0758-4
- メモリーズオフ セカンド 〜Dear friend〜 ISBN 4-7577-0839-4
- メモリーズオフ セカンド 〜True face〜 ISBN 4-7577-0899-8
- メモリーズオフ セカンド 〜Left melody〜 ISBN 4-7577-0990-0
- メモリーズオフ コンチェルト ISBN 4-7577-1207-3

金巻ともこ（鷹乃編）・青海樹（ほたる編）作、JIVEより発売。
- メモリーズオフセカンド Jive character novels 寿々奈鷹乃編 ISBN 978-4-86176-093-8
- メモリーズオフセカンド Jive character novels 白河ほたる編 ISBN 978-4-86176-091-4

### 漫画
- メモリーズオフセカンドアンソロジーコミック1 ISBN 978-4-7577-0816-7
- メモリーズオフセカンドアンソロジーコミック2 ISBN 978-4-7577-0817-4